# Pakito Bolino
Pakito Bolino, ou Paquito Bolino est un artiste, dessinateur et éditeur français, né en 1964 à Nîmes.

## Biographie
Après des études à l'école des Beaux-Arts d'Angoulême,, Pakito Bolino s'installe à Paris où il fonde en 1993 avec Caroline Sury les éditions Le Dernier Cri à Ris-Orangis après s'être formé dans l'atelier de sérigraphie de l'APAAR,(Association Pour Adultes Avec Réserves) avec Frédéric de Broutelles,.            
En 1995, les éditions du Dernier Cri s'établissent à Marseille, à la Friche la belle de Mai. En 2009, Caroline Sury quitte les éditions du Dernier Cri.
En 2015, à la suite d'une exposition (Berlinhard) de deux artistes à la Friche la Belle de Mai abordant des thèmes tabous (sexualité, bestialité...), il est menacé par l'extrême droite considérant cette exposition comme de l' "art pédophile",.        
Pakito Bolino est l'auteur de nombreuses œuvres (graphiques, sonores, animées...) principalement publiées au Dernier Cri. Il est aussi musicien, vidéaste et commissaire d'exposition.
Il a à ce jour publié plus de 440 livres d'artistes, plus de 200 affiches, deux revues (Le Dernier Cri, Hôpital Brut), des disques et 5 films d'animation,. 

## Œuvres

### Livres
- Ton ami, Angoulême, Editions les Amis, 1988
- Le sommeil des justes, Breteuil, Lune produck, 1991, coll. «Histoire Grotesque» (numéro quatorze)
- Okaba toxic batard N° 2, Paris, APAAR, 1992
- Okaba toxic batard n°4 , Marseille, Le Dernier Cri, 1992
- Danger, Angers, Vertèbres Cérébrales, 1992
- Bandaï infection, S. Morlighem, 1992
- Payé par l'argent du sale, Marseille, Le Dernier Cri, 1993
- Qu'on lui coupe la tête, APAAR, 1993
- Gérégomi n°1 et 2, Marseille, Le Dernier Cri, 1996
- Kiri kiri fatal, Marseille, Le Dernier Cri, 1996
- Little super sex, Marseille, Le Dernier Cri, 1999
- Mug 2000, Marseille, Le Dernier Cri, 2000
- Mangaloïd pornotopia, Marseille, Le Dernier Cri, 2002
- Gakideka, Marseille, Le Dernier Cri, 2002
- Yokai bar, avec Daisuke Ichiba, Marseille, Le Dernier Cri, 2007
- Tromagonda, avec Quentin Faucompré sur un texte de Charles Pennequin, Marseille, Le Dernier Cri, 2008
- Nicktendo SS, Marseille, Le Dernier Cri, 2009
- Spermanga, Paris, L'Association, 2009  (ISBN 978-2-84414-285-6)
- Pixel junk destructoid, Marseille, Le Dernier Cri, 2009
- Maxi mox Bukakill, Marseille, Le Dernier Cri, 2011
- Bolturi, avec Tommi Musturi, Marseille, Le Dernier Cri, Douche Froide, 2012
- Ultramad ZX, Marseille, Le Dernier Cri, 2012
- Lichtenstein on acid , Berlin, Re Surgo !, 2012
- Kuso-taré, avec Daisuke Ichiba, Marseille, Le Dernier Cri, 2012
- Infamous monster trip, avec Matt Konture, Bruxelles, Editions E2, 2017
- Uruse Baka,avec Daisuke Ichiba,  Marseille, Le Dernier Cri, 2017
- Doaremad, Bruxelles, L'appât, 2017
- Odysex, Timeless, 2018
- Bolturi, avec Andy Bolus et Zven Balslev, Marseille, Le Dernier Cri, 2018
- Sadobaka XXL, Marseille, Le Dernier Cri, 2019
- Maniac, Avignon, La Générale Minérale, 2020
- Giant size evil, Macedonia, Crna Hronika, 2020
- I am the eye climax, avec Pascal Leyder, Bruxelles, Fremok, Editions E2, Marseille, Le Dernier Cri, 2021  (ISBN 978-2390220275)
- 3D hell, Marseille, Le Dernier Cri, 2022
- Sex eye satan, Marseille, Le Dernier Cri, 2024

### Revues
En tant que directeur et illustrateur :
- Le Dernier Cri, avec Kerozen et Caroline Sury, Paris, Le Dernier Cri (11 numéros)
- Hôpital brut, Marseille, Le Dernier Cri (10 numéros)

Participation aux revues Chacal Puant, Avorton, Ferraille, Lapin, Stronx...

### Films
- Le Dernier Cri, Paris, Viridiana, Marseille, Le Dernier Cri,1997
- Vomir des yeux, Marseille, Le Dernier Cri, 1998
- Hôpital Brut, Paris,Canal Plus,La Machine, Marseille, Le Dernier Cri, 2002
- Les religions sauvages, Marseille, Le Dernier Cri, DL 2008 (œuvre créée en 2004)
- Mondo DC (2018)

### Autres
- Joli dedans, Angoulême, Contactez les amis, 1986
- Les bijoux de 7 familles, avec Craoman et Les Frères Guedin, Marseille, Le Dernier Cri, 2013
- Illegal pets, une collection de "Bad Pokemon", Marseille, Le Dernier Cri, 2001
- Tarosado, Marseille, Le Dernier Cri, 2021

## Expositions
Collectives
- 1999-2001 :  Exposition itinérante "Hôpital-Brut" (Finlande, Allemagne, Slovénie, France, Suisse, Belgique, Hollande)
- 2007 : Arts Factory, "Le Dernier Cri : 15 ans de suractivation grafike", espace Beaurepaire, Paris, 18 septembre au 6 octobre 2007[13]
- 2014-2015 : Heta-Uma, MIAM (Sète), Mangaro, Friche La Belle de Mai (Marseille). Commissaires : Pakito Bolino et Ayumi Nakayama[14]
- 2015-2016 : Printnoiz ! Friche la Belle de Mai[15]
- 2020-2021 : Mondo Dernier Cri : une internationale sérigrafike. Exposition présentée au MIAM (Sète) du 8 février 2020 au 31 janvier 2021[10],[16]
- 2021-2022 : DC Narok, Friche la Belle de Mai (13 novembre 2021-13 février 2022)[17]
- 2022 : "This is the eye climax" avec Pascal Leyder, Bruxelles, Sterput (13 janvier au 20 février 2022)[18]

Individuelles
- 2018 : Sadobaka XXX. Paris, Galerie Arts Factory (31 août au 22 septembre 2018)[19]
- 2019 : Pakito Bolino, La virtuose spontanéité du trait. Paris, Arsenicgalerie (14 novembre au 14 décembre 2019)[20]